# SIAH1
E3 ubiquitina-proteína ligase SIAH1 é uma enzima que em humanos é codificada pelo gene SIAH1.

## Função
Este gene codifica uma estrutura polipeptídica que é membro da família dos sete homólogos in absentia (SIAH). A proteína é uma ligase E3 e está envolvida na ubiquitinação e na degradação de proteínas específicas mediada pelo proteassoma . A atividade desta ubiquitina ligase tem sido implicada no desenvolvimento de certas formas da doença de Parkinson, na regulação da resposta celular à hipóxia e na indução de apoptose. O splicing alternativo resulta em diversas variantes adicionais de transcritos, algumas codificando diferentes isoformas e outras que não foram totalmente caracterizadas.